# Coelotrypes vittatus
Coelotrypes vittatus är en tvåvingeart som beskrevs av Mario Bezzi 1923. Coelotrypes vittatus ingår i släktet Coelotrypes och familjen borrflugor. Inga underarter finns listade i Catalogue of Life.